# El Ancer
El Ancer (em árabe: العنصر) é uma cidade e comuna localizada na província de Jijel, Argélia. Segundo o censo de 2008, a população total da cidade era de 20 070 habitantes.